# Rečica ob Savinji
Rečica ob Savinji è un comune di 2.310 abitanti della Slovenia.
Il comune è stato creato nel 2006 per scorporo dal comune di Mozirje.

## Località
Il comune è diviso in 12 insediamenti (naselja):

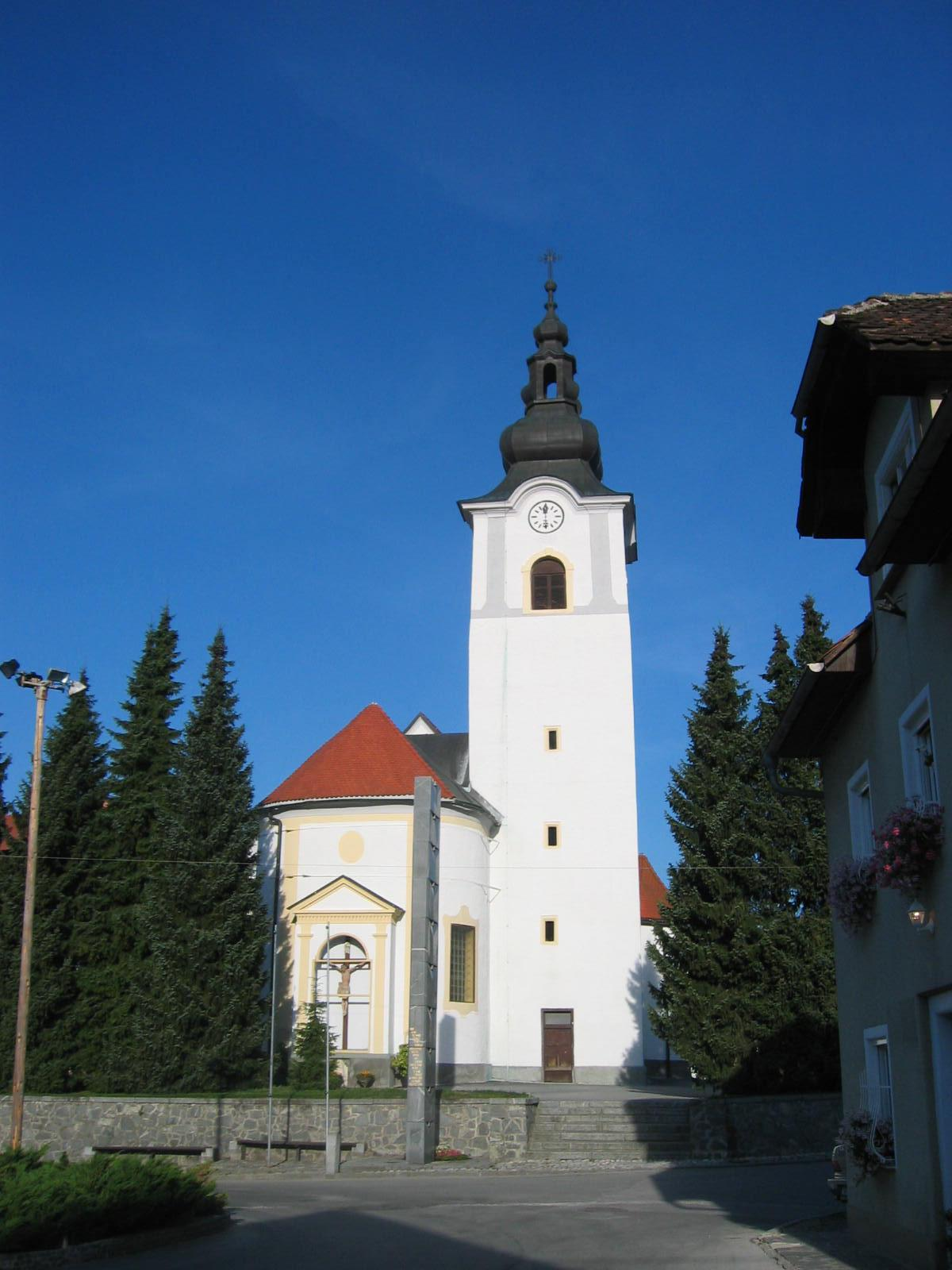
Chiesa di Rečica ob Savinji

| - Dol-Suha - Grušovlje - Homec - Nizka - Poljane - Rečica ob Savinji | - Spodnja Rečica - Spodnje Pobrežje - Šentjanž - Trnovec - Varpolje - Zgornje Pobrežje |